# マイミライ
「マイミライ」は、日本の女性歌手宇浦冴香の3枚目のシングル。

## 内容
- B'zのボーカリスト・稲葉浩志が前作「Sha la la -アヤカシNIGHT-」に引き続き作詞・作曲・音楽プロデューサー（KANONJIと共同）・コーラスを手掛けている。

## 収録曲
1. マイミライ
作詞・作曲：稲葉浩志　編曲：葉山たけし
「マイミライ」とは「My未来」、すなわち「自分の未来」という意味。
後に、稲葉がセルフカバーし、シングル「Okay」に収録。
2. ボーイズ&ガールズ
作詞：宇浦冴香　作曲：岩井勇一郎　編曲：葉山たけし
3. マイミライ (Instrumental)

## タイアップ
- よみうりテレビ・日本テレビ系全国ネットアニメ『結界師』エンディングテーマ
- テレビ東京系『JAPAN COUNTDOWN』2007年6月度オープニングテーマ